# Bravo Otto
Los premios Bravo Otto, estilizados como BRAVO Otto, es un galardón alemán que honra la excelencia de los artistas en cine, televisión y música. Organizado por la revista alemana Bravo y otorgado por primera vez en 1957, el premio se entrega anualmente, con ganadores seleccionados por los lectores de la revista. El premio se entrega en oro, plata y bronce y, desde 1996, se presenta una estatuilla honoraria de platino a la trayectoria.
La entrega de los premios es retransmitida por la cadena de televisión RTL.

## Historia
El premio originalmente se entregaba solo a los actores, sin embargo, en 1960, se crearon categorías adicionales para reconocer a los artistas musicales. Con el tiempo, varias categorías se han ampliado, mientras que otras categorías se han fusionado o eliminado por completo. A partir de 2011, el Bravo Otto se presenta en un total de 11 categorías competitivas; Estrella de cine masculina, Estrella de cine femenina, Estrella de televisión masculina, Estrella de televisión femenina, Súper cantante masculino, Súper cantante femenina, Súper rapero, Súper banda de rock, Súper banda pop, Estrella de la comedia y Estrella de Internet.
De 1957 a 1972, a principios de cada año se entregaba el premio Bravo Otto. A partir de 1972, la fecha de la ceremonia se movió al final del año, lo que resultó en que los premios se presentaran dos veces para el año calendario 1972. Desde 1994, la ceremonia se presenta en un programa anual de una hora llamado Der Bravo-Supershow - Die Gold-Otto-Verleihung (traducido como The Bravo-Supershow - The Gold Otto Awards) y se transmite anualmente en la televisión alemana.
Los premios Otto también se entregan en otros países europeos donde Bravo publica versiones regionales de la revista. Los más notables de estos países incluyen Rusia, la República Checa y Polonia. En Hungría, los premios se entregan en una ceremonia anual que se transmite por televisión, similar a la ceremonia alemana.

## Categorías
Los premios Bravo Otto han otorgado las siguientes categorías a lo largo de su historia, donde algunas categorías se han dividido o fusionado con el tiempo:
- Banda: 1966-1985, 1999, desde 2008
  - Banda pop: 1994–1998, 2000–2007
  - Banda de rock / pop: 1986-1993
  - Banda de rock: 1994–1998, 2000–2007
  - Banda dura y pesada: 1986-1993
  - Banda escolar: 2005
- Cantante: 2008
  - Cantante masculino: desde 1960-2007, desde 2010
  - Cantante femenina: desde 1960-2007, desde 2010
- Dúo: 1977
- Hip-hop: 1998-1999
  - Hip-hop internacional: 2000-2007
  - Hip-hop nacional: 2000-2007
- Pista de baile: 1991-1992, 1994
- Rap y pista de baile: 1993
- Rap y tecno: 1994
- Estrella fugaz: 2003-2004, 2007, desde 2010
  - Banda de estrellas fugaces: 2001-2002
  - Shootingstar solo: 2001–2002
    - Estrella fugaz masculina: 2000
    - Estrella fugaz femenina: 2000
- Actor/actriz: desde 2008
  - Actor: 1957-2007
  - Actriz: 1957-2007
- Estrella de televisión: 2008
  - Estrella de televisión masculino: desde 1961-2007, desde 2010
  - Estrella de televisión femenina: desde 1961-2007, desde 2010
- Estrella de la comedia: 2000-2007
- Moderador de televisión: 1989-1994
  - Moderador de televisión masculino: 1975
  - Moderadora de televisión femenina: 1975
- Atleta: 1973, 1983–1987, 2009
  - Atleta masculino: 1972 JE, 1974–1982, 1988–1993
  - Atleta femenina: 1972 JE, 1974–1982, 1988–1993
- Luchador: 1992-1993
- Película: 2009
  - Película alemana: 1978
- OTTO especial: 2001–2004, 2006–2007

## Ganadores
Los primeros en recibir el Bravo Otto fueron los actores Maria Schell (oro), Gina Lollobrigida (plata), Romy Schneider (bronce), James Dean (oro), Horst Buchholz (plata) y Burt Lancaster (bronce). 
Entre los artistas que han sido galardonados con el premio Bravo Otto, ya sea en oro, plata o bronce, destacan, entre otros, los actores y actrices Sophia Loren, Tony Curtis, Roger Moore, John Travolta, Olivia Newton-John, Bud Spencer, Terence Hill, Michael Douglas, Richard Chamberlain, Uschi Glas, Sylvester Stallone, Kevin Costner, Tom Cruise, Patrick Duffy, Heinz Drache, Helga Anders, Arnold Schwarzenegger, Julia Roberts, Sharon Stone, David Hasselhoff, Alyssa Milano, Victoria Principal, Sarah Michelle Gellar, Jessica Alba, Heath Ledger, Zac Efron y Vanessa Hudgens; los grupos musicales Bee Gees, The Beatles, ABBA, Deep Purple, Modern Talking, Guns N' Roses, Scorpions, Europe, Bon Jovi, Backstreet Boys, Westlife, Blackpink, No Angels,Providence y Natural; los cantantes Ariana Grande, Ava Max, Elvis Presley, Connie Francis, Michael Jackson, Madonna, Nena, Bernd Clüver, Britney Spears, Robbie Williams, Kylie Minogue, Sabrina Salerno, Den Harrow, Mariah Carey, Avril Lavigne, Christina Aguilera, Shakira, Beyoncé, Alexander Klaws y Daniel Küblböck; y los deportistas Mark Spitz, Franz Beckenbauer, Gerd Müller, Kevin Keegan, Björn Borg, Ulrike Meyfarth, Hansi Müller, Karl-Heinz Rummenigge, Andre Agassi, Boris Becker, Steffi Graf y Franziska van Almsick.